# توافقنامه آتش‌بس ۲۰۲۰ قره‌باغ
توافقنامهٔ آتش‌بس ۲۰۲۰ قره‌باغ (انگلیسی: 2020 Nagorno-Karabakh ceasefire agreement) در ۹ نوامبر ۲۰۲۰ در پی بیش از چهل روز درگیری مسلحانه در منطقهٔ مورد مناقشهٔ قره‌باغ، بین جمهوری آذربایجان و جمهوری ارمنستان با میانجی‌گری فدراسیون روسیه منعقد شد و از نیمهٔ شب ۱۰ نوامبر به وقت مسکو به اجرا درآمد. این توافقنامه به امضای الهام علی‌اف، رئیس‌جمهور جمهوری آذربایجان، نیکول پاشینیان، نخست‌وزیر جمهوری ارمنستان و ولادیمیر پوتین رئیس‌جمهور فدراسیون روسیه رسید. آرائیک هاروتیونیان، رئیس جمهوری خودخوانده آرتساخ نیز به اتمام جنگ موافقت کرد.
طبق این توافقنامه دو طرف پذیرفتند که به درگیری نظامی پایان دهند، تا ابتدای دسامبر بخشی از مناطق مورد مناقشه تحت کنترل ارمنستان در ناگورنو قره‌باغ به آذربایجان مسترد شود، دو هزار نیروی حافظ صلح روس برای دست‌کم پنج سال در گذرگاه لاچین مستقر گردند. راهی از استان سیونیک ارمنستان برای دسترسی جمهوری آذربایجان به جمهوری خودمختار نخجوان گشوده شود که آن نیز مورد حفاظت نیروهای روس قرار گیرد.
الهام علی‌اف رئیس‌جمهور آذربایجان، این را به منزلهٔ یک پیروزی برای پایان دادن مناقشهٔ چندساله بر سر قره‌باغ تلقی کرد و نیکول پاشینیان نخست‌وزیر ارمنستان گفت تا زمانی که خودمان این توافقنامه را شکست تلقی نکنیم، به منزلهٔ شکست نمی‌باشد. پس از اعلام خبر حصول این توافق‌نامه تظاهراتی در ایروان علیه دولت بروز کرد، و حال و هوای جشن ملی در باکو حاکم بود. . کشورهای ایران، ترکیه، گرجستان، پاکستان و بریتانیا از این توافقنامه استقبال کردند و آن را تبریک گفتند.

## توافق‌نامه

آذربایجان در خارج از منطقهٔ مورد نظر
ارمنستان
مناطقی که توسط آذربایجان تصرف شده‌است، تا تحت کنترل آن باقی بماند.
شهرستان کلبجر: ۲۵ نوامبر توسط ارمنستان تخلیه شد.
شهرستان آغ‌دام: ۲۰ نوامبر توسط ارمنستان تخلیه شد.
شهرستان لاچین: ۱ دسامبر توسط ارمنستان تخلیه شد.
بخشی از قره‌باغ کوهستانی که تحت کنترل جمهوری آرتساخ باقی می‌ماند.
گذرگاه لاچین، با صلح‌بانان روسی.
دو راه دسترسی به قره‌باغ
دالان جدید حمل و نقل آذربایجان در جنوب ارمنستان ایجاد می‌شود.
خط تماس پیش از درگیری ۲۰۲۰
مناطق دیگر ادعا شده توسط جمهوری خودخوانده آرتساخ

توافقنامهٔ آتش‌بس چند جانبه موارد زیر را بیان می‌کند:
ما، رئیس‌جمهور آذربایجان ،الهام علی‌اف، نخست‌وزیر جمهوری ارمنستان پاشینیان و رئیس‌جمهور فدراسیون روسیه ولادیمیر پوتین، موارد زیر را قبول می‌کنیم:
۱. آتش‌بس کامل و پایان دادن به همهٔ درگیری‌ها در درگیری قره‌باغ از ساعت ۰۰:۰۰ به وقت مسکو در تاریخ ۱۰ نوامبر ۲۰۲۰. جمهوری آذربایجان و جمهوری ارمنستان، از این پس به عنوان طرفین در موقعیت‌های سرزمینی کنونی متوقف می‌شوند.
۲. ناحیهٔ آغدام تا ۲۰ نوامبر ۲۰۲۰ به جمهوری آذربایجان بازمی‌گردد.
۳. در امتداد خط مقدم در قره‌باغ و در امتداد گذرگاه لاچین یک گروه صلح‌بان فدراسیون روسیه با ۱۹۶۰ پرسنل نظامی با سلاح‌های سبک، ۹۰ نفربر زره‌پوش، ۳۸۰ خودروی نظامی و سایر تجهیزات ویژه وجود خواهد داشت.
۴. نیروهای حافظ صلح فدراسیون روسیه به موازات خروج نیروهای مسلح ارمنستان از قره‌باغ کوهستانی مستقر شده‌است. مدت زمان نیروهای نظامی صلح فدراسیون روسیه با تمدید خودکار برای دورهٔ ۵ ساله بعدی ۵ سال است اگر ۶ ماه قبل هیچ‌یک از طرفین در غیر این صورت اظهار نکردند.
۵. به منظور بهبود اثربخشی کنترل بر اجرای توسط طرفین توافق‌نامه‌های درگیری، یک پست فرماندهی صلح به منظور اجرای آتش‌بس در حال نصب است.
۶. جمهوری ارمنستان تا ۱۵ نوامبر ۲۰۲۰ به منطقهٔ آذربایجان و کالباجر و تا ۱ دسامبر به منطقهٔ لاچین بازمی‌گردد. گذرگاه لاچین (۵ کیلومتر (عرض ۳٫۱ مایل)) که دسترسی از قره‌باغ به ارمنستان را فراهم می‌کند، همچنان تحت کنترل نیروهای صلح فدراسیون روسیه است. شهر شوشی واقع در داخل راهرو در اختیار آذری‌ها خواهد بود. با توافق طرفین، در سه سال آینده یک برنامهٔ ساخت برای یک مسیر حرکت جدید در امتداد گذرگاه لاچین تعیین می‌شود، که ارتباط بین قره‌باغ و ارمنستان را با انتقال مجدد نیروهای حفاظت از صلح روسیه برای محافظت از این مسیر فراهم می‌کند. جمهوری آذربایجان ایمنی تردد در طول گذرگاه لاچین از شهروندان، وسایل نقلیه و کالاها را در هر دو جهت تضمین می‌کند.
۷. آوارگان و پناهندگان داخلی به مناطق قره‌باغ و مناطق مجاور تحت کنترل دفتر کمیساریای عالی پناهندگان سازمان ملل برمی‌گردند.
۸. قرار است تبادل اسرای جنگی، گروگان‌ها و سایر زندانیان و همچنین بقایای تلفات صورت گیرد.
۹. کلیهٔ فعالیت‌های اقتصادی و حمل و نقل در منطقه بلامانع است. جمهوری ارمنستان ایمنی ارتباطات حمل و نقل بین مناطق غربی جمهوری آذربایجان و جمهوری خودمختار نخجوان را به منظور سازماندهی حرکت بدون مانع شهروندان، وسایل نقلیه و بار در هر دو جهت تضمین می‌کند. کنترل حمل و نقل توسط ارگان‌های سرویس مرزی FSB روسیه انجام می‌شود. با توافق طرفین، ساخت زیرساخت‌های جدیدی که جمهوری خودمختار نخجوان را با مناطق آذربایجان پیوند می‌دهد، انجام می‌شود.